# كفر القصار
كفر القصار إحدى قرى مركز كفر الزيات التابع لمحافظة الغربية بجمهورية مصر العربية. أصله من توابع كفور بلشاي ثم فصل عنها في سنة 1228 هـ.

## السكان
بلغ عدد سكان كفر القصار 3974 نسمة حسب تقدير عام 2018.
| السنة  | 1882 | 1897 | 1907 | 1927 | 1947 | 1960 | 1976 | 1986 | 1996 | 2006  | 2018 |
| ------ | ---- | ---- | ---- | ---- | ---- | ---- | ---- | ---- | ---- | ----- | ---- |
| القرية | 324  | 455  | 674  | 722  | 749  | 1026 | 1485 | 2105 | 2459 | 2,952 | 3974 |